# Yūshi Mizobuchi
Yūshi Mizobuchi (japanisch 溝渕 雄志 Mizobuchi Yūshi; * 20. Juli 1994 in der Präfektur Kagawa) ist ein japanischer Fußballspieler.

## Karriere
Mizobuchi erlernte das Fußballspielen bei Tsukiji SSS, dem FC Diamo Kagawa, der Schulmannschaft der Ryutsu Keizai University Kashiwa High School und der Universitätsmannschaft der Keiō-Universität. Seinen ersten Vertrag unterschrieb er 2017 bei JEF United Chiba. Der Verein spielte in der zweithöchsten Liga des Landes, der J2 League. Für den Verein absolvierte er 28 Ligaspiele. 2019 wurde er an den Erstligisten Matsumoto Yamaga FC ausgeliehen und kam dort nur drei Mal im Ligapokal zum Einsatz. Die Saison 2020 wurde er an den Zweitligisten Tochigi SC ausgeliehen und absolvierte 34 Ligaspiele. Nach der Ausleihe kehrte er im Januar 2021 zu JEF zurück. Im August 2021 wechselte er ein zweites Mal auf Leihbasis zum Tochigi SC und blieb dort weitere fünf Monate. Nach halbjähriger Vereinslosigkeit unterschrieb Mizobuchi dann im August 2022 einen Vertrag beim Drittligisten Kamatamare Sanuki.